# Новый Свет (Брянский район)
Новый Свет — посёлок в Брянском районе Брянской области, в составе Нетьинского сельского поселения. Расположен в 4 км к северо-востоку от посёлка Нетьинка, в 5 км к западу от бывшей деревни Чайковичи. Население — 21 человек (2010).

## История
Возник в 1920-е годы. До 1959 года — в Глаженском сельсовете, в 1959—1982 гг. — в Толвинском, в 1982—1998 гг. — в Новодарковичском сельсовете.
| Годы      | 1926 | 1979 | 1989 | 2002 | 2010 |
| --------- | ---- | ---- | ---- | ---- | ---- |
| Население | 95   | 91   | 45   | 31   | 21   |